# Carlos Rivera
Carlos Augusto Rivera Guerra (n. 15 martie 1986, Huamantla⁠(d), Tlaxcala, Mexic) este un actor și cântăreț mexican.

## Televiziune
- Academia  ... (Participant „Câștigător”, Mexic reality TV, 2004)
- Star Challenge  ... (Participant „Locul șase”, Mexic reality TV, 2006)
- La Voz Kids  ... (Consilier pentru Malú, Reality TV din Spania, 2014)
- Hotelul secretelor  ... (Co-Star Actor, Telenovela de México, 2016)
- First Dates  ... Guest ( Cuatro, Program, 2016).
- Beat to the heart  ... (Spectacol special, Telenovela de Argentina, 2018).
- Who is the mask?  ... (Judge, Mexic reality TV, 2019).
- La Voz ... México  ... (Antrenor, Mexic reality TV, 2018).
- La Voz  ... (Consilier al Laura Pausini, Reality TV din Spania, 2020)
- Cine este masca? 2  ... (Judecător, Mexic reality TV, 2020).

## Filme

### Dublare
| An   | Caracter | Calificare | Actor original | Loc   |
| ---- | -------- | ---------- | -------------- | ----- |
| 2019 | Simba    | Regele Leu | Donald Glover  | Mexic |

## Premii

### World Broadway Awards Spania
| Anul | Categorie             | Muncă               | Rezultat |
| ---- | --------------------- | ------------------- | -------- |
| 2012 | Cel mai bun actor nou | Regele Leu (Spania) | Câștigat |

### Premiile CIRT Antena
| Anul | Categorie        | Muncă       | Rezultat |
| ---- | ---------------- | ----------- | -------- |
| 2013 | Meritul artistic | N-ar exista | Câștigat |

### Dial Awards
| Anul | Categorie            | Muncă             | Rezultat |
| ---- | -------------------- | ----------------- | -------- |
| 2014 | Artist Revelation    | N-ar exista       | Câștigat |
| 2016 | Traiectorie muzicală | 12 ani de carieră | Câștigat |

### Oye! Awards
| Anul | Categorie                | Muncă   | Rezultat     |
| ---- | ------------------------ | ------- | ------------ |
| 2012 | Solist sau Grup Ranchero | Mexican | Nominalizare |

### Premiile TVyNovelas (Mexic)
| 'Anul' | 'Categorie'                  | 'Muncă'                                                      | Rezultat     |
| ------ | ---------------------------- | ------------------------------------------------------------ | ------------ |
| 2017   | Cel mai bun actor co-jucător | Hotelul secretelor                                           | Câștigat     |
| 2017   | Cel mai bun actor nou        | Hotelul secretelor                                           | Câștigat     |
| 2017   | Cea mai bună temă muzicală   | Lasă-ne pe ai noștri să rămână ai noștri - Fără urme de tine | Nominalizare |
| 2019   | Cea mai bună temă muzicală   | «Sunt pe moarte» - Dragoste până la moarte                   | Câștigat     |

## Albume

### Albume de studio
- 2007 : Carlos Rivera
- 2010 : Mexicano
- 2013 : "El hubiera no existe"
- 2016 : "Yo Creo"
- 2018 : "Guerra"

### Singuri
- 2006 : "Y si tu supieras"
- 2006 : "Te me vas"
- 2010 : "La Malagueña"
- 2011 : "Amar y Vivir"
- 2013 : "Fascinación"
- 2014 : "Sólo Tú"
- 2015 : "¿Cómo Pagarte?"
- 2015 : "Quedarme Aquí"
- 2020 : "100 Años"

### Comedii muzicale
- 2006 : Besame Mucho
- 2007 : Orgasmos La Comedia
- 2008 : La Bella y la Bestia
- 2009 : Mamma Mia !
- 2016 : Voy a Amarte